# ORF 2
ORF 2 (wcześniej FS2) – drugi program austriackiego nadawcy publicznego ORF uruchomiony 11 września 1961.
Między 19.00 a 19.30 nadaje programy regionalne pod nazwą „Bundesland heute”.

## ORF 2 Europe
Od 4 lipca 2004 nadawana jest wersja satelitarna pod nazwą ORF 2 Europe, dostępny w formie free-to-air z satelity Astra.

## 3sat
We współpracy z ARD, ZDF, ORF 1 i ORF 2 powstał kanał 3sat, który zastąpił kanał ZDF 2.